# Lisa Andreas

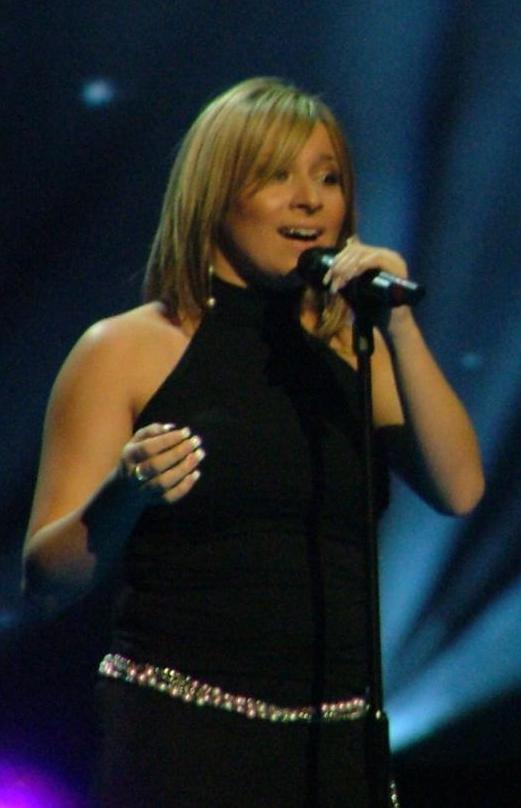
Lisa Andreas (2004)

Lisa Andreas (* 22. Dezember 1987 in Kent, Vereinigtes Königreich) ist eine englisch-zypriotische Sängerin.

## Hintergrund
Lisa Andreas’ Mutter ist griechische Zypriotin und ihr Vater ist Engländer.
2004 vertrat sie, als jüngste Teilnehmerin, Zypern beim Eurovision Song Contest in Istanbul. Mit ihrem Beitrag Stronger every minute erreichte sie im Halbfinale den 5. Platz mit insgesamt 149 Punkten. Im Finale erreichte sie mit 170 Punkten wiederum den 5. Platz, war unter den Halbfinalisten aber nun auf dem vierten Platz.